# Martín Tonalmeyotl
Martín Jacinto Meza, más conocido como Martín Tonalmeyotl. Es originario de Atzacoaloya, Chilapa de Álvarez, Guerrero, nació  en 1983. Es campesino, poeta, narrador, profesor y promotor de la lengua náhuatl,  locutor, traductor, fotógrafo y articulista. Es autor de los libros: Tlalkatsajtsilistle / Ritual de los olvidados (2016),  Nosentlalilxochitlajtol / Antología personal (2017) e Istitsin ueyeatsintle / Uña mar (2019).

## Biografía
Licenciado en Literatura Hispanoamericana por la Universidad Autónoma de Guerrero (UAGro.), Maestro en Lingüística Indoamericana por el Centro de Investigaciones y Estudios Superiores en Antropología Social (CIESAS) y profesor de lengua náhuatl en la Universidad Intercultural del Estado de Puebla (UIEP). También fue Becario del Programa de Estímulos a la Creación y al Desarrollo Artístico de Guerrero (PECDAG) 2015-2016 y del Fondo Nacional para la Cultura y las Artes (FONCA) 2016-2017.

## Obra
Martín es un hombre que primeramente se reconoce como campesino, como parte de una comunidad nahua; su poesía como su narrativa está impregnada de una profunda relación con su cultura nahua y la defensa de su lengua. Ante la violencia que sufre el país y, propiamente, el estado de Guerrero al que pertenece, el autor nahua dice en una entrevista que encontró en la poesía una forma de denunciar lo que pasaba en su pueblo. El autor nahua señala que la literatura indígena debe ser tratada como a cualquier otra literatura, así lo dice:
"no debe verse nuestro trabajo como literatura indígena, sino como literatura de un idioma cualquiera que está aportando a la cultura, a nuestra vivencia como seres humanos y al entorno de lo que es México. Escribo para mi gente, pero también para la gente que habla español".
Tonalmeyotl es un autor de diferentes géneros, es articulista del suplemento Ojarasca, una sección del periódico La Jornada, y ha escritor cuentos y poesías que ha publicado en diferentes diarios y revistas. Algunos de sus poemas, relatos y artículos, han sido traducidos al inglés, itlaliano, portugués y alemán, y publicados en revistas como: Círculo de Poesía, Periódico de Poesía de la UNAM, Tierra Adentro, Letralia, Circe, la Piraña, Sinfín, entre otros. 
Tonalmeyotl es autor de los libros:  Tlalkatsajtsilistle / Ritual de los olvidados (Jaguar Ediciones, 2016), Nosentlalilxochitlajtol / Antología personal (Asociación de Escritores de México, 2017) e Istitsin ueyeatsintle / Uña mar (Cisnegro, 2019).  

También ha coordinado tres antologías poéticas: Xochitlajtoli/ Poesía contemporánea en lenguas originarias de México (Círculo de Poesía, 2019), Flor de siete pétalos (Ediciones del Espejo Somos, 2019) e In xochitl in kuikatl: 24 poetas contemporáneos en lengua náhuatl (UDLAP, 2020), el cual se puede leer y descargar en: https://contexto.udlap.mx/e-books/. Además es coordinador de Xochitlajtoli, serie de poesía en lenguas originarias en la revista Círculo de Poesía en México y Brasiliana de la revista Philos en Brasil. Acerca de la antología de Xochitlajtoli, el autor nahua señala en una entrevista: 
“No deja de ser una provocación para que los lectores expertos en la literatura y en la poesía, y también los no expertos, se acerquen a esta propuesta. Todos los que salen en la antología tienen trabajos publicados, lo que ayudaría a conocer de manera más profunda el trabajo que han realizado”. 
Su trabajo poético ha sido recogido en antologías como: Los 43 poetas por Ayotzinapa (INAH, 2015), Montarlabestia (Nauyaka Producciones y Ediciones, 2016), Postlom: Cuentos de los pueblos indígenas de México (Álamos, 2016), Al menos flores al menos cantos (Valparaíso México, 2017) y Xochitlajtoli/ Poesía contemporánea en lenguas originarias de México (Círculo de Poesía, 2019).

## Premios y reconocimientos

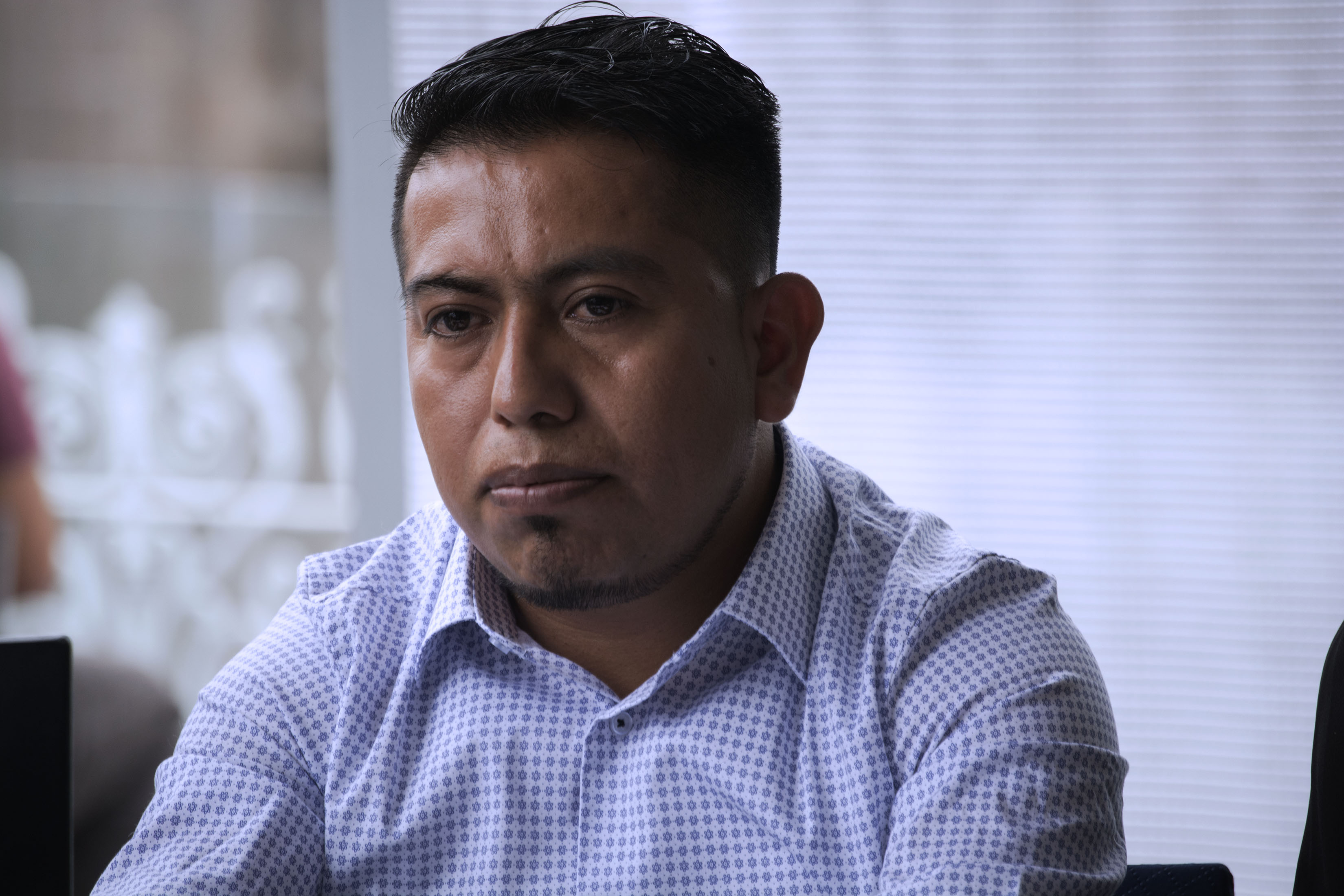
Martín Tonalmeyotl (2017)

Tonalmeyotl ha sido becario del Programa de Estímulos a la Creación y al Desarrollo Artístico de Guerrero (PECDAG), del Fondo Nacional para la Culturas y las Artes (FONCA), y jurado del Premio Cenzontle 2016, además del Premio Bellas Artes de Literatura en Lenguas Indígenas 2019. 

## Publicaciones

### Libros individuales
- Istitsin ueyeatsintle / Uña mar,  2019.
- Nosentlalilxochitlajtol / Antología personal, 2017.
- Tlalkatsajtsilistle / Ritual de los olvidados, 2016.

### Coordinador de las antologías poéticas
- Xochitlajtoli/ Poesía contemporánea en lenguas originarias de México, 2019.
- Flor de siete pétalos, 2019.
- In xochitl in kuikatl: 24 poetas contemporáneos en lengua náhuatl, 2020. https://contexto.udlap.mx/e-books/

### Colaborador en las antologías
- Insurrección de las palabras, 2019.
- Xochitlajtoli/ Poesía contemporánea en lenguas originarias de México, 2019.
- 43 Poeti per Ayotzinapa : Voci per il Messico e i suoi desaparecido, 2017.
- Al menos flores al menos cantos, 2017.
- Los 43 Poetas por Ayotzinapa, 2016.
- Montarlabestia, 2016.
- POSTLOM: Cuentos de los Pueblos Indígenas de México, 2016.

### Poemas en revistas (selección)
- Poemas de Martín Tonalmeyotl en Letralia ‘Tierra de Letras’ publicado el lunes 19 de marzo de 2018.

- "Tlalkatsajtsilistle/ Ritual de los olvidados" en La Piraña, publicado el 18 de enero de 2018.

- “Translation Tuesday: “The Train” by Martín Tonalmeyotl and Paul Worley", en ASYMPTOTE, publicado el 5 de diciembre de 2017.
- “Rituale dei dimenticati: tra acqua e fuoco in una comunità náhuatl Poesia nahuatl-spagnolo di Martín Tonalmeyotl en FILI D'AQUILONE rivista d'immagini, idee e Poesia” traducción de Lucía Cupertino, Número 46 aprile/giugno 2017.
- "Martín Tonalmeyotl, Náhuatl de Guerrero", en Descarga Cultura UNAM, Lenguas de México, año 2017.
- “Xochitlájtoli: Martín Tonalmeyotl” en Círculo de Poesía. Revista Electrónica de Literatura, publicado el 20 de marzo de 2017.
- “Tierra de perros” en Ojarasca del suplemento de La Jornada, publicado el 14 de enero de 2017.
- “Pitelotsin uiuisakatsin / Pequeña colibrí” en Revista Sinfín, no. 16, marzo-abril, México, 2016.
- “Uistsitsintin kapostikej” en Periódico de Poesía de la UNAM. No. 91, julio-agosto de 2016.
- “Tepostlauilanajle / El tren” en Tierra Adentro, No. 218.
- “Poetas Luz desde el inframundo. Martín Tonalmeyotl" en Luz desde el Inframundo. 23 de agosto de 2015.
- “Martín Tonalmeyotl” en Rojo Siena, 8 de febrero de 2015.
- “Poemas nahuas” en La Jornada del Campo del suplemento de La Jornada, publicado el 21 de marzo de 2015.
- “Martín Tonalmeyotl, compartir la palabra” en Circe, 23 de febrero de 2016.

### Narrativa (selección)
- “Los zopilotes y el mercado de Huehuetla, una crónica” en Ojarasca del suplemento de La Jornada, publicado el 13 de octubre de 2017.

- “A las andadas, cuento de Martín Tonalmeyotl” en Círculo de Poesía. Revista Electrónica de Literatura, publicado en octubre de 2017
- “Búsqueda” en Circe, 11 de enero de 2017.
- “Konetlalnamikijle / Recuerdos de la infancia” en Revista Sinfín, no. 15, enero-febrero, México, 2016.

### Artículos (selección)
- “Xochitlajtoli. Prólogo de Martín Tonalmeyotl” en Círculo de Poesía, publicado en marzo de 2019

- “Importancia de hablar y enseñar una lengua originaria”, en Ojarasca del suplemento de La Jornada, publicado el 11 de enero de 2019.
- “De la identidad indígena” en Ojarasca del suplemento de La Jornada, publicado el 7 de diciembre de 2018.
- “Escribir en el Siglo XXI desde las lenguas originarias” en Ojarasca del suplemento de La Jornada, publicado el 10 de febrero de 2017.
- “La educación bilingüe y la farsa calidad educativa” en Revista Sinfín, no. 19, septiembre-octubre, México, 2016.
- “La enseñanza de una lengua viva”  en Ojarasca del suplemento de La Jornada, publicado el 12 de marzo de 2016.

### Fotografía
- “Martín Tonalmeyotl” en Revista Sinfín.
- "Martín Tonalmeyotl" "Las Compartidas de CUARTO OSCURO."
- "Martín Tonalmeyotl" "Suplemento Ojarasca de La Jornada"